# Bouglon

Bouglon este o comună în departamentul Lot-et-Garonne din sud-vestul Franței. În 2009 avea o populație de 604 de locuitori.

## Evoluția populației
| An        | 1975 | 1982 | 1990 | 1999 | 2006 | 2009 |
| --------- | ---- | ---- | ---- | ---- | ---- | ---- |
| Populație | 516  | 503  | 532  | 528  | 573  | 604  |